# Diagondas viridiaureus
Diagondas viridiaureus là một loài nhện trong họ Salticidae.
Loài này thuộc chi Diagondas. Diagondas viridiaureus được Eugène Simon miêu tả năm 1902.